# Калифорний
| 98      | Калифорний |
| Cf(251) |            |
| 5f107s2 |            |

Калифо́рний — искусственный радиоактивный химический элемент, актиноид, обозначаемый Cf, имеющий атомный номер 98 в периодической системе Менделеева. Известны радиоизотопы с массовыми числами 237—256. Стабильных изотопов не имеет.
Данный элемент был впервые синтезирован в 1950 году в Национальной лаборатории им. Лоуренса в Беркли (в то время Лаборатория радиации Калифорнийского университета) путём бомбардировки кюрия альфа-частицами (ионами гелия-4). Актиноид, шестой синтезированный трансурановый элемент. Имеет вторую по величине атомную массу среди всех элементов, которые были произведены в таких количествах, чтобы их можно было разглядеть невооружённым глазом (после эйнштейния). Элемент был назван в честь штата Калифорния в США и университета оттуда.

## История
Получен искусственно в 1950 году американскими физиками С. Томпсоном, К. Стритом, А. Гиорсо и Г. Сиборгом в Калифорнийском университете в Беркли при облучении 242Cm ускоренными α-частицами.
Первые твёрдые соединения калифорния — 249Cf2O3 и 249CfOCl получены в 1958 году.

## Происхождение названия
Назван в честь Калифорнийского университета в Беркли, где и был получен. Как писали авторы, этим названием они хотели указать, что открыть новый элемент им было так же трудно, как век назад пионерам Америки достичь Калифорнии.

## Получение
Калифорний производят в двух местах: НИИАР в Димитровграде (Россия), Ок-Риджской национальной лаборатории в США.
Для производства одного грамма калифорния плутоний или кюрий подвергают длительному нейтронному облучению в ядерном реакторе, от 8 месяцев до 1,5 лет. Затем из получившихся продуктов облучения химическим путём выделяют калифорний.
Металлический калифорний получают путём восстановления фторида калифорния CfF3 литием:
{\displaystyle {\ce {CfF3 + 3 Li -> Cf + 3 LiF}}}
или оксида калифорния Cf2O3 кальцием:
{\displaystyle {\ce {Cf2O3 + 3 Ca -> 2 Cf + 3 CaO}}}.
От других актиноидов калифорний отделяют экстракционными и хроматографическими методами.

## Физические и химические свойства
Калифорний представляет собой серебристо-белый металл с температурой плавления 900 ± 30 °C и предполагаемой температурой кипения 1470 °C. Чистый металл податлив и легко режется ножом. Металлический калифорний начинает испаряться при температуре выше 300 °C под вакуумом. Образует сплавы с лантаноидными металлами, но о них мало что известно.
Калифорний — чрезвычайно летучий металл. Существует в двух полиморфных модификациях. Ниже 600 °C устойчива α-модификация с гексагональной решёткой (параметры а = 0,339 нм, с = 1,101 нм), выше 600 °C — β-модификация с кубической гранецентрированной решёткой.
По химическим свойствам калифорний подобен остальным актиноидам. Синтезированы галогениды калифорния CfX3 и оксигалогениды CfOX. Для получения диоксида калифорния CfO2 оксид Cf2O3 окисляют при нагревании кислородом под давлением 10 МПа. В растворах Cf4+ получают, действуя на соединения Cf3+ сильными окислителями. Синтезирован твёрдый дииодид калифорния CfI2. Из водных растворов Cf3+ может быть восстановлен до Cf2+ электрохимическим способом.

## Изотопы
Известно 17 изотопов калифорния, наиболее стабильными из которых являются 251Cf с периодом полураспада T1/2 = 900 лет, 249Cf (T1/2 = 351 год), 250Cf (T1/2 = 13,08 года) и 252Cf (T1/2 = 2,645 года). Последний изотоп имеет высокий коэффициент размножения нейтронов (выше 3) и критическую массу около 5 кг (для металлического шара). Грамм 252Cf испускает около 3⋅1012 нейтронов в секунду.

## Применение
Наибольшее применение нашёл изотоп 252Cf. Он используется как мощный источник нейтронов в нейтронно-активационном анализе, в лучевой терапии опухолей. Кроме того, изотоп 252Cf используется в экспериментах по изучению спонтанного деления ядер. Калифорний-252 является самым тяжелым элементом, имеющим практическое применение вне области ядерных исследований.
Калифорний является чрезвычайно дорогим металлом. Цена 1 грамма изотопа 252Cf составляет примерно 500-600 млн долларов США, и она вполне оправдана, так как ежегодно получают 40—60 миллиграммов.Калифорний является самым дорогим металлом в мире.
Продукты распада ядер калифорния-252 (252Cf) с энергией порядка 80—100 МэВ используют для бомбардировки и ионизации пробы в спектрометрии (см. Плазменная десорбционная ионизация). При делении ядра 252Cf возникают движущиеся в противоположных направлениях частицы. Одна из частиц попадает в триггерный детектор и сигнализирует о начале отсчёта времени. Другая частица попадает на матрицу пробы, выбивая ионы, которые направляются во времяпролётный масс-спектрометр.
Изотоп 249Cf применяют в научных исследованиях. При работе с ним не требуется защита от нейтронного излучения.

## Физиологическое действие
Радионуклид 252Cf высокорадиотоксичен. ПДК в воде открытых водоёмов 1,33⋅10−4 Бк/л.
При поступлении в организм только 0,05 % калифорния попадает в кровь, из этого количества около 65 % попадает в скелет, где он адсорбируется в костной ткани, 25 % — в печень, а остальные 10 % накапливаются в других органах или выводятся из организма.
Излучение калифорния нарушает выработку эритроцитов. Калифорний-249 и калифорний-251 испускают гамма-излучение.